# Дмитро Рогачов (корабель)
Дмитро Рогачов (рос. Дмитрий Рогачёв) — російський корвет проєкту 22160, входить до складу Чорноморського флоту Російської Федерації.

## Історія побудови
Корвет «Дмитро Рогачов» заклали на Зеленодольському заводі імені Горького влітку 2014 року та спустили на воду у 2017 році. На початку грудня 2018 року корабель прибув до порту Севастополя, його передача ЧФ РФ планувалася на кінець року, але перенесли на 2019 рік.

## Служба
У липні 2019 брав участь у військових навчаннях в Чорному морі.